# Mag Earwhig!
| Recensione     | Giudizio |
| -------------- | -------- |
| Piero Scaruffi | [ 1 ]    |

Mag Earwhig! è l'11° album in studio del gruppo musicale statunitense Guided by Voices, pubblicato nel 1997.

## Tracce
Tutte le tracce sono state scritte da Robert Pollard, eccetto dove indicato.
1. Can't Hear the Revolution – 1:36
2. Sad If I Lost It – 3:10
3. I Am a Tree (Doug Gillard) – 4:40
4. The Old Grunt – 1:28
5. Bulldog Skin – 2:59
6. Are You Faster? (Jim Pollard, R. Pollard, Tobin Sprout) – 1:13
7. I Am Produced (R. Pollard, Sprout) – 1:06
8. Knock 'Em Flyin' – 1:52
9. Not Behind the Fighter Jet – 2:13
10. Choking Tara – 1:24
11. Hollow Cheek – 0:32
12. Portable Men's Society – 4:16
13. Little Lines – 2:02
14. Learning to Hunt – 2:24
15. The Finest Joke Is Upon Us – 3:08
16. Mag Earwhig! – :39
17. Now to War – 2:44
18. Jane of the Waking Universe – 2:25
19. The Colossus Crawls West – 2:13
20. Mute Superstar – 1:24
21. Bomb in the Bee-Hive – 2:03